# 赛达寺
赛达寺（亦称“下赛巴寺”），位于中国青海省称多县歇武乡下赛巴村，为第六批青海省文物保护单位，公布日期为1998年12月22日，类型为古建筑。
赛达寺（亦称“下赛巴寺”）的历史年代为元。